# The Balkan Girls
«The Balkan Girls» (Las chicas balcánicas) es una canción de Elena Gheorghe con la que representó a Rumanía en el Festival de la Canción de Eurovisión 2009. La canción fue elegida mediante la final nacional rumana llamada Selecţia Naţională 2009.

## Eurovisión 2009
Elena actuó en la posición número 14 en la primera semifinal, celebrada el 12 de mayo, para luchar por una plaza en la final del festival, en la que logró 67 puntos, consiguiendo la novena posición y asegurándose el ansiado pase al concurso.
La final del Festival de la Canción de Eurovisión 2009 se celebró cuatro días después, el 16 de mayo y Elena consiguió obtener la posición número 19 con 40 puntos.

## Listas
| Listas (2009)          | Máxima posición |
| ---------------------- | --------------- |
| Romanian Singles Chart | 1               |